# Abba transversa
Abba transversa (лат.) — вид пауков, единственный в составе рода Abba Castanheira & Framenau, 2023 из семейства пауки-кругопряды (Araneidae). Эндемик Австралии (Квинсленд и Новый Южный Уэльс). Род был назван в честь шведской поп-группы ABBA.

## Описание
Небольшие пауки-кругопряды, самцы (общая длина 3,0—3,5 мм) меньше самок (общая длина 4,0—4,5 мм). Карапакс длиннее ширины, грушевидный, цефалическая область сравнительно более узкая у самцов, чем у самок; окраска желтовато-коричневая (зелёная у живых экземпляров), обычно без волосков. Фовеа поперечные у самцов и самок. Передние срединные глаза самые крупные, ряд задних глаз слегка изогнут, боковые глаза почти соприкасаются; боковые глаза на суставных бугорках, но ряд задних боковых глаз немного шире, чем ряд передних боковых глаз; передние срединные глаза слегка выступают из карапакса. Максиллы субквадратные, жёлтые с передней темной каймой. Стернум длиннее ширины, жёлтый, с редким покровом волосков. Лабиум шире длины, с передним голым светлым краем. Хелицеры с тремя промаргинальными зубцами одинакового размера и тремя ретромаргинальными зубцами одинакового размера. Формула ног I > IV > II > III; самцы с набором из примерно пяти сильных пролатеральных макрощетинок на голени первой пары ног. Брюшко немного длиннее ширины, несколько дорсо-вентрально сжатое, овальное, без бугорков, специализированных волосков, сигилл, мыщелков или других специфических структур; цвет дорсально варьирует от бежевого до серого, с двумя центрально расположенными темными пятнами. Брюшко серое.
Он отличается от всех других родов семейства соматическими признаками, в частности, группой из примерно пяти длинных шипов на пролатеральной поверхности первой пары ног у самцов и отчётливой окраской брюшка с парой двух центральных пятен дорсально на равномерно кремово-белой поверхности или серой спинной поверхности.

## Биология
Особенности биологии неизвестны. На реке Просерпайн (Квинсленд) Abba transversa был найден на листве и траве в открытом лесу (Rainbow 1916). Единственная этикетка на исследованном материале гласила «прибрежная железная кора». Зрелые самцы и самки обычно собирались с ноября по январь, за исключением самца, самки и ювенильной особи, собранных в июне-июле. Предположительно вид в основном созревает летом.

## Систематика
Вид был впервые описан в 1912 году австралийским арахнологом Уильямом Джозефом Рэйнбоу (1856–1919) под названием Araneus transversus Rainbow, 1912. Род Крестовики (Araneus Clerck, 1757) является самым многочисленным из пауков и включает около 500 видов. Однако Araneus использовался ранними арахнологами как свалка видов, которые не могли быть помещены в другие роды, а детальное изучение всего имеющегося австралийского типового материала Araneidae за последние 15 лет показало, что настоящие виды Araneus в Австралии не встречаются. Для перевода существующих австралийских видов Araneus в соответствующие роды необходима значительная таксономическая работа, поскольку большинство из них еще не описано. Недавно эта работа была завершена для многих родов и была продолжена и выявила значительные отличия некоторых видов. В 2023 году вид Araneus transversus выделен в отдельный род Abba.
Abba transversa не был включён ни в один из недавних крупномасштабных молекулярно-филогенетических анализов Araneidae, и его систематическое размещение на основе морфологии в австралийском контексте затруднительно. Наличие участка длинных макрощетинок на пролатеральной поверхности первой пары ног у самцов представляет собой один из диагностических признаков рода Abba. Крупные макрощетинки на первых парах нога пауков не являются редкостью и встречаются, например, у Arkyidae, Mimetidae и Thomisidae. Однако в этих семействах они присутствуют как у самцов, так и у самок и, вероятно, служат для удержания добычи у этих сидящих и выжидающих хищников. Напротив, у Abba шипы на первых ногах встречаются только у самцов и поэтому, скорее всего, являются результатом полового отбора. К сожалению, ничего не известно о поведении этих пауков, и неясно, используются ли необычные макрощетинки в конкуренции самцов за самку или играют какую-то роль в поведении ухаживания. У самцов пауков-кругопрядов очень часто встречаются модификации ног по половому признаку, но чаще всего они касаются второй пары ног. У многих родов, в том числе у австралийских пауков-backobourkiines, голень второй пары ног у самцов гораздо прочнее остальных и имеет усиленные шипы и шпоры. В этих случаях увеличенная вторая голень используется для того, чтобы отгонять самок во время ухаживания.